# Иван Ковачев (ботаник)
Иван Ковачев е български ботаник, професор.

## Биография
Роден е през 1927 г. в село Устина, област Пловдив. През 1952 г. завършва Висшия селскостопански институт в Пловдив. От 1953 е агроном в родното си село. През 1958 г. постъпва като асистент в Катедрата по ботаника на Висшия селскостопански институт в Пловдив. От 1962 г. е старши асистент, от 1965 г. – главен асистент, от 1967 г. – кандидат на селскостопанските науки. През 1971 г. е избран за доцент, а през 1988 г. – за професор. Умира през 2013 г.
Описва растителните видове Amaranthus johnstonii, Amaranthus jonesii, Amaranthus muelleri, Amaranthus reverchonii, Amaranthus rugulosus, Amaranthus ulinei.